# Johaniszkiele
Johaniszkiele (lit. Joniškėlis) – miasto na Litwie, położone w okręgu poniewieskim, 17 km od Poswolu w rejonie pozwołskim.
Miasto lokował w 1736 r. król Polski August III Sas.

## Historia
Gniazdo rodowe Karpiów. Majątek należał do nich od XVII w. do II wojny światowej. Zgromadzili tu bogate archiwum i kolekcję pamiątek rodzinnych − zbiory uległy rozproszeniu w czasie I wojny
światowej. W 1894 r. w majątku Karpiów pracował jako ekonom Gabrielius Landsbergis-Żemkalnis późniejszy litewski dramaturg i dziad Vytautasa Landsbergisa.
Zespół rezydencji Karpiów  (18 budynków) należy do największych i najlepiej zachowanych na Litwie. Dwór zbudowano w 1763 r. Po II wojnie światowej była w nim szkoła średnia – teraz własność prywatna. Zabudowania otacza park o pow. 34 ha z oranżerią. Park łączy się z rzeką Mażupą (Mażupe). A do rezydencji prowadzi piękna Aleja Lipowa.
- Znani Karpiowie: Benedykt Karp, Ignacy Karp, Eustachy Karp, Felicjan Stefan Karp.
- Zabytkowy zespół kościelny w którego skład wchodzi: 1. Kościół katolicki pod wezwaniem św. Trójcy − klasycystyczny − fundacji Benedykta Karpia w latach 1790–92 z cennym wyposażeniem wnętrza. 2. Dawna szkoła fundacji Ignacego Karpia z 1808 r. 3. Dawny szpital fundacji Eustachego Karpia z 1812 r.

Podczas okupacji hitlerowskiej, w lipcu 1941 roku Niemcy utworzyli getto dla żydowskich mieszkańców. Przebywało w nim około 200 osób. 19 sierpnia 1941 roku Niemcy zlikwidowali getto, a Żydów przewieziono go getta w Poswolu, by następnie zamordować na w lesie Žadeikiai.

## Galeria

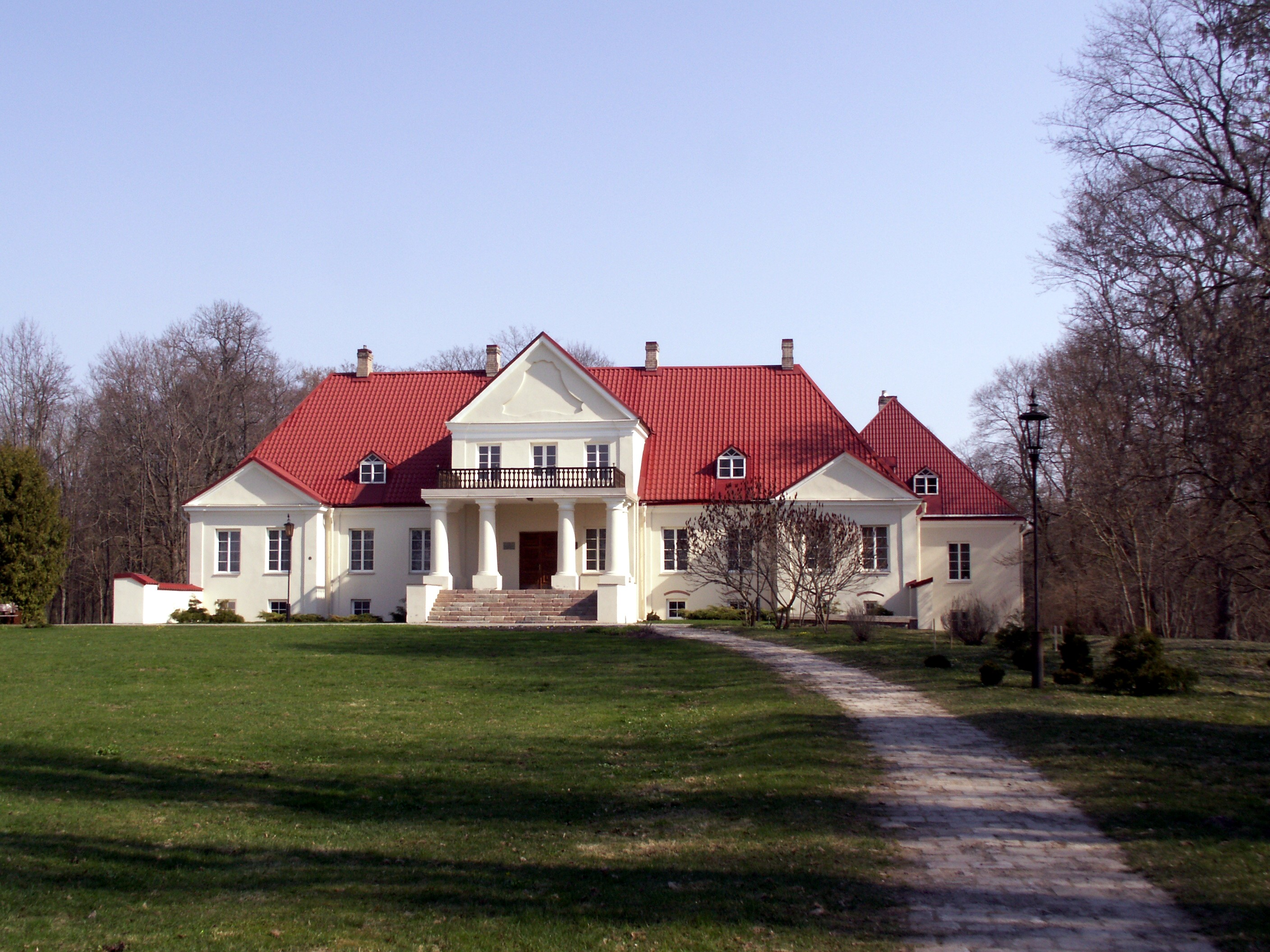
Dwór
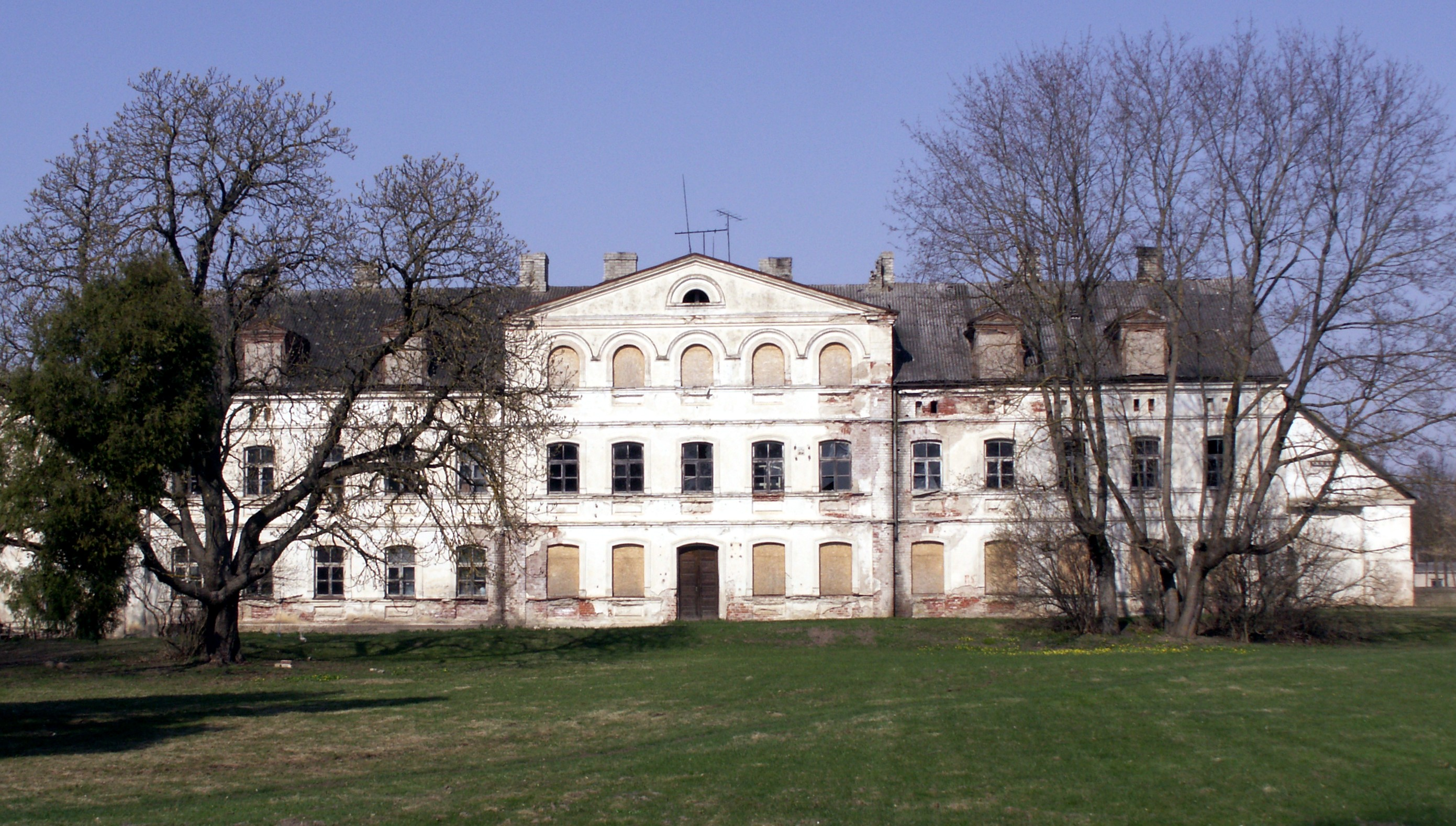
Zespół dworski
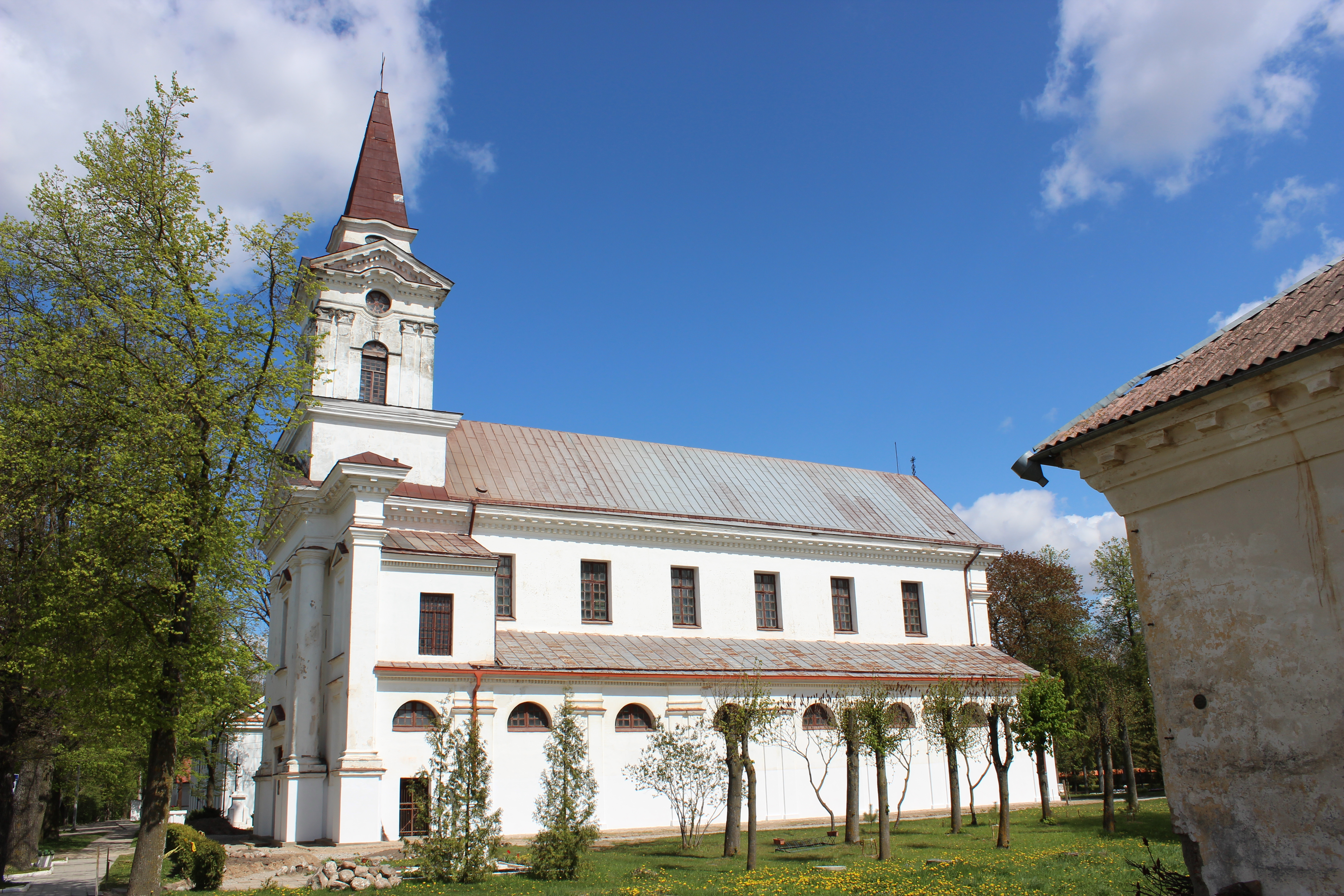
Kościół św. Trójcy